# أحوس (اسم)
أَحْوَس هو اسم علم مذكر من أصل عربي، وجاء الاسم على صيغة أفعل، ومعناه هو  الشجاع. الجريء الذي لا يقنع بما يأتيه، ويعد الاسم من الأسماء العربية القديمة.

## الأصل اللغوي
لفظ أَحْوَس هو من المصدر حوس. " حاسَه حَوْسًا: كحَساه. والحَوْسُ: انتشار الغارةِ والقتلُ والتحرّك في ذلك، وقيل: هو الضربُ في الحرب، والمعاني مُقْتَرِبَةٌ. وحاسَ حَوْسًا: طَلَبَ. وحاسَ القومَ حَوْسًا: طلبهم وداسَهُم. وقرئ: فحاسُوا خلالَ الديار، وقد قدّمنا ذكر تفسيرها في جوس. ورجل حَوَّاسٌ غَوَّاسٌ: طَلاب بالليل. وحاسَ القومَ حَوْسًا: خالطهم ووَطِئَهم وأَهانهم ؛ قال: يَحُوسُ قبيلةً ويُبِيرُ أُخْرى؛ وفي حديث عمر بن الخطاب ، أَنه قال لأَبي العَدَبَّس: بل تَحُوسُك فِتنةٌ أَي تخالط قلبك وتَحُثُّك وتُحَرِّكك على ركوبها.